# Drag Me Down
Drag Me Down – piosenka i pierwszy singel pochodzący z piątego albumu brytyjsko-irlandzkiego zespołu One Direction, zatytułowanego Made in the A.M.. Singel został bez zapowiedzi wydany nocą 31 lipca 2015 przez Syco / Sony. To pierwszy singel bez udziału Zayna Malika. Piosenka niesie przekaz, że dzięki miłości jest się niepokonanym.

## Lista utworów[2]

### Singel cyfrowy
Premiera: 23 marca 2015
| 1. | "Drag Me Down" | 3:12  |
|    |                |       |
|    |                | 03:12 |
|    |                |       |

### Singel CD
Premiera: 18 września 2015 [Syco 88875151592 (Sony) / EAN 0888751515925]
| 1. | "Drag Me Down"                | 3:12  |
|    |                               |       |
| 2. | "Drag Me Down" (Instrumental) | 3:11  |
|    |                               |       |
|    |                               | 06:23 |
|    |                               |       |

## Pozycje na listach i certyfikaty

### Notowania
- POPLista: 1[3]

### Certyfikaty
- Polska: 4x platynowa płyta[4]